# كاميرون جيروم
كاميرون جيروم (بالإنجليزية: Cameron Jerome)‏ (مواليد 14 أكتوبر 1986 في هدرسفيلد، إنجلترا) هو لاعب كرة قدم إنجليزي يلعب حاليًا لصالح نادي نورويتش سيتي في مركز الهجوم .

## المسيرة الوطنية
شارك جيروم في 10 مباريات مع المنتخب الإنجليزي بين عامي 2005 و2007 لكنه لم يتمكن من إحراز أية أهداف.

## الإنجازات
برمنغهام سيتي
- كأس رابطة الأندية الإنجليزية المحترفة: 2011

نورويتش سيتي
- دوري البطولة الإنجليزية - الأدوار الإقصائية: 2014-15

## روابط خارجية
- كاميرون جيروم على موقع اتحاد تركيا (لاعب) (الإنجليزية)
- كاميرون جيروم على موقع قاعدة بيانات كرة القدم.إي يو (الإنجليزية)
- كاميرون جيروم على موقع ليكيب (الفرنسية)
- كاميرون جيروم على موقع Soccerbase.com (لاعب) (الإنجليزية)
- كاميرون جيروم على موقع Soccerway.com (الإنجليزية)
- كاميرون جيروم على موقع عالم كرة القدم.نت (الإنجليزية)
- كاميرون جيروم على موقع AS.com (الإسبانية)